# Södra Teatern
El Södra Teatern (Teatre del Sud) és un teatre situat a Södermalm, Estocolm (Suècia). Va ser construït el 1852 i és el teatre privat més antic de Suècia. Avui en dia, tant s'hi fan produccions teatrals com concerts de música rock.